# Sakencyrtus
Sakencyrtus är ett släkte av steklar. Sakencyrtus ingår i familjen sköldlussteklar.
Kladogram enligt Catalogue of Life:
| Sakencyrtus | \| \| Sakencyrtus longicaudus \| \| \| \| \| \| Sakencyrtus mirus \| \| \| \| |
|             | \| \| Sakencyrtus longicaudus \| \| \| \| \| \| Sakencyrtus mirus \| \| \| \| |
|             | Sakencyrtus longicaudus                                                       |
|             |                                                                               |
|             | Sakencyrtus mirus                                                             |
|             |                                                                               |